# ジェフ・ローバー
ジェフ・ローバー（Jeff Lorber、1952年11月4日 - ）は、ペンシルベニア州フィラデルフィア出身のスムーズ・ジャズ、フュージョンのキーボーディストで音楽プロデューサー、作曲家。
ファンキーなサウンドと、斬新なコード進行が特徴。本人も、クールなコードチェンジを常に意識した曲作りをしていると語っている。古くからスムーズ・ジャズの雛形とでもいうべき音楽を演奏している。
ケニー・G（当時はケニー・ゴアリック名義で）やデイヴ・コーズ、アート・ポーターなどの人気サックス奏者が彼のグループから輩出された。
音楽プロデューサーの兼松光と交流があり、90年代から兼松がプロデュースした作品でアレンジャーや演奏家として度々参加している。

## 略歴
4歳よりクラシック・ピアノを演奏し始め、9歳よりジャズを演奏し始める。バークリー音楽大学に入学、卒業後の1977年に自己バンド「ジェフ・ローバー・フュージョン」を結成し、セルフタイトルアルバムでデビュー。1979年にはアリスタ・レコードに移籍し、アルバム『ウォーター・サイン』をリリースした。1981年にグループ活動を休止、翌年にアルバム『イッツ・ア・ファクト』でソロ・デビューをする。1986年にはワーナー・ブラザース・レコードと契約、アルバム『プライヴェイト・パッション』をリリース。このアルバムはヒットするが、レーベル側と彼の意向の不一致により、暫くリーダー作を出さず、プロデューサーや作曲家として活躍する。
1993年にはヴァーヴ・ミュージック・グループのヴァーヴ・フォアキャストからアルバム『ワース・ウェイティング・フォー』をリリースしソロ活動を再開する。2003年にはナラダ・レコードに移る。2004年にマーロン・マクレイン、ナサニエル・フィリップス等と「シェイズ・オブ・ソウル」を結成、セルフタイトルアルバムを発表。テリー・スタントンや、クリス・ボッティ等をゲストに呼んでいる。アート・ポーターを加えた曲もあるが、彼は故人であり、過去の音源を使用したものである。
2007年にはナラダの親会社となるブルーノートから『ヒー・ハド・ア・ハット』を、2008年にはピーク・レコードから『Heard That』をリリースした。
2010年には初期の自己バンド「ジェフ・ローバー・フュージョン」をリユニオンし、アルバム『Now Is the Time』をリリースした。以後10数年ソロ作は出してなかった。
2014年にはギタリストのチャック・ローブ、サクソフォニストのエヴァレット・ハープと「ジャズ・ファンク・ソウル」を組み、セルフタイトルアルバムをシャナキー・レコードからリリースした。ソロ作もまたシャナキーからリリースするようになった。しかしチャックが2017年に逝去した為、後任としてポール・ジャクソン・ジュニアが加入した。
2024年にはSRG Jazzに移籍し、久々のソロ作『Elevete』をリリース。歌手のブライアン・マックナイトがゲストの曲もある。
2025年1月に南カリフォルニアの大規模な山火事により、ロサンゼルスのパシフィック・パリセーズに構えていたジェフの自宅とスタジオが多くの楽器や機材と共に焼失したが、彼は無事に避難した。

## ディスコグラフィ

### ジェフ・ローバー・フュージョン
- 『ザ・ジェフ・ローバー・フュージョン』 - The Jeff Lorber Fusion (1977年、Inner City)
- 『ソフト・スペース』 - Soft Space (1978年、Inner City)
- 『ウォーター・サイン』 - Water Sign (1979年、Arista)
- 『ウィザード・アイランド』 - Wizard Island (1980年、Arista)
- 『ギャラクシアン』 - Galaxian (1981年、Arista)
- Now Is the Time (2010年、Heads Up)よ
- 『ギャラクシー』 - Garaxy (2012年、Heads Up)
- Hacienda (2013年、Heads Up)
- Step It Up (2015年、Heads Up)
- Prototype (2017年、Shanachie)
- Impact (2018年、Shanachie)
- Eleven (2019年、Concord Jazz) ※with マイク・スターン
- Space-Time (2021年、Shanachie)
- The Drop (2023年、Shanachie)

### ソロ・アルバム
- 『イッツ・ア・ファクト』 - It's a Fact (1982年、Arista)
- 『ヒート・オブ・ザ・ナイト』 - In the Heat of the Night (1984年、Arista)
- 『ステップ・バイ・ステップ』 - Step by Step (1985年、Arista)
- 『プライヴェイト・パッション』 - Private Passion (1986年、Warner Bros.)
- 『ワース・ウェイティング・フォー』 - Worth Waiting for (1993年、Verve Forecast)
- 『ウェスト・サイド・ストーリーズ』 - West Side Stories (1994年、Verve Forecast)
- 『ステート・オブ・グレース』 - State of Grace (1996年、Verve Forecast)
- 『ミッドナイト』 - Midnight (1998年、Zebra Records)
- The Definitive Collection (2000年、Arista) ※コンピレーション
- Kickin' It (2001年、Samson)
- 『ヴェリー・ベスト・オブ・ジェフ・ローバー』 - The Very Best of Jeff Lorber (2002年、GRP/Verve) ※コンピレーション
- Philly Style (2003年、Narada Jazz)
- Flipside (2005年、Narada Jazz)
- 『ヒー・ハド・ア・ハット』 - He Had a Hat (2007年、Blue Note)
- Heard That (2008年、Peak Records)
- 『BOP』 - Bop (A CD To Help Fund The Cure For PKD) (2015年、Agate) ※with チャック・ローブ
- Elevete (2024年、SRG Jazz)

### シェイズ・オブ・ソウル
- Shades of Soul (2004年、Narada Jazz)

### ジャズ・ファンク・ソウル
- Jazz Funk Soul (2014年、Shanachie)
- More Serious Business (2016年、Shanachie)
- Life And Times (2019年、Shanachie)
- Forecast (2022年、Shanachie)